# Осек-Влостибори
Осек-Влостибори (пол. Osiek-Włostybory) — село в Польщі, у гміні Завідз Серпецького повіту Мазовецького воєводства.
Населення — 184 особи (2011).
У 1975-1998 роках село належало до Плоцького воєводства.

## Демографія
Демографічна структура станом на 31 березня 2011 року:
|          | Загалом | Допрацездатний вік | Працездатний вік | Постпрацездатний вік |
| -------- | ------- | ------------------ | ---------------- | -------------------- |
| Чоловіки | 94      | 20                 | 63               | 11                   |
| Жінки    | 90      | 21                 | 53               | 16                   |
| Разом    | 184     | 41                 | 116              | 27                   |